# Carl Ludewig Vezin

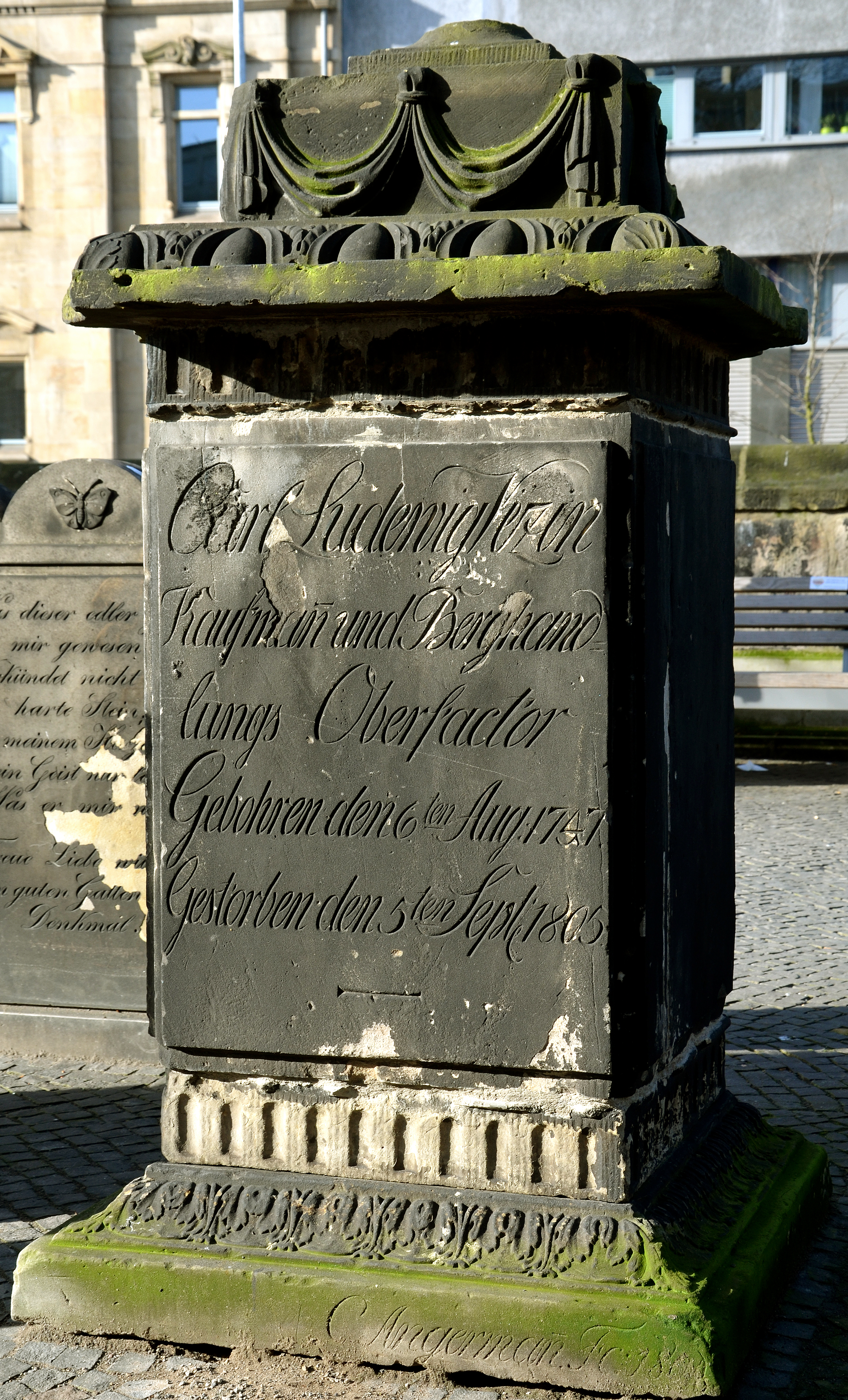
Vezins denkmalgeschützter Grabstein im Lapidarium an der Goseriede

Carl Ludewig Vezin (auch: Carl Ludwig Vezin; * 6. August 1747 in Hannover; † 5. September 1805 ebenda) war ein deutscher Kaufmann und Berghandlungs-Oberfaktor.

## Leben

### Familie
Carl Ludewig Vezin kam während der Personalunion zwischen Großbritannien und Hannover zur Zeit des Kurfürstentums Braunschweig-Lüneburg im Jahr 1747 in Hannover als Sohn des Violinisten und königlich-britischen Hof-Konzertmeisters Jean Baptiste Vezin (1712–1794) und dessen Ehefrau Caecilie Maillet de Fourton (1710–1774) zur Welt. Sein älterer Bruder war der Jurist und Schriftsteller Heinrich August Vezin (1745–1816).
Sein Großvater väterlicherseits war der Violinist und kurfürstlich hannoversche und königlich britische Hof-Kammermusiker Pierre Vezin (1654–1727), dieser stammte aus Saint-Florentin (Yonne). Sein Großvater mütterlicherseits war der aus dem Languedoc stammende Wasserbauingenieur, Ingenieurmajor und Unternehmer Etienne Maillet de Fourton.
Am 26. November 1771 heiratete Carl Ludewig Vezin in Hannover in der katholischen St. Clemens Basilika Marie Caroline Gieseke (1755–1835), Tochter des Kaufmanns Josef Gieseke. Mit ihr hatte er vier Kinder.

### Werdegang
Carl Ludewig Vezin war – gemeinsam mit dem Hofagenten Gotthilf Friedrich Winkelmann – ein Vertreter für Bestellungen der in Hannover ansässigen Berghandlung, die in Hannover eine von vier Glasniederlagen bei Anton von der Vecken Erben eingerichtet hatte und bei der für Bestellungen Vorauszahlungen geleistet werden mussten.
Im Jahr 1779 erwarb Vezin das zuvor von Johann Duve 1665 für die adelige Familie von Knigge-Leveste errichtete Eckhaus unter der späteren Adresse Calenberger Straße 37 Ecke Große Duvenstraße und richtete darin ein Kolonial- und Materialwarengeschäft mit Ladenverkauf ein.
1787 oder 1788 gründete Vezin mit August Heinrich von der Heyde aus dem Adelsgeschlecht von der Heyde eine Handelsgesellschaft, in der auch der Schauspieler, Dichter und Theaterdirektor Friedrich Ludwig Schmidt arbeitete. Die Firma wurde jedoch nach einem Jahrzehnt wieder aufgehoben, während die beiden Unternehmer dann jeweils unter eigenem Namen weiter ihre Geschäfte tätigten. So war der Oberfaktor der Berghandlung von 1788 bis etwa 1803 in der Calenberger Neustadt zudem Inhaber einer „Materialhandlung und Tabaksfabrik, auch fette Waren en gros“.
Das erste Adressbuch der Stadt Hannover aus dem Jahr 1798 verzeichnete den „Berghandlungs-Factor“ noch unter der Adresse Am Steinweg,

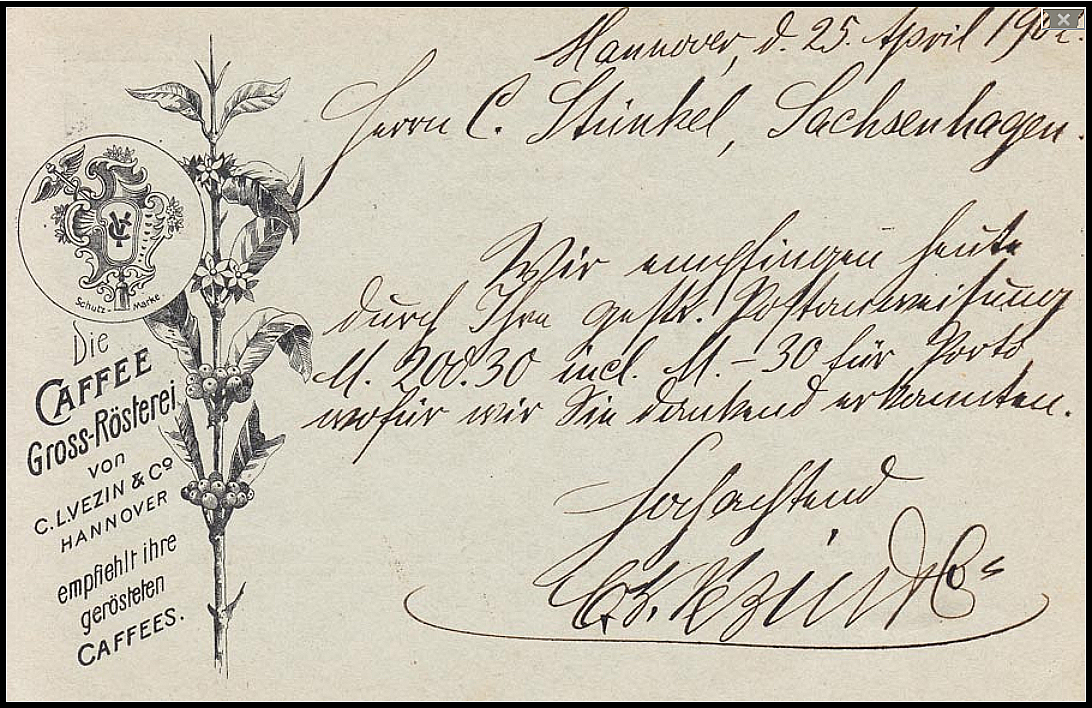
Handschriftliche Vermerke auf dem Postkarten-Vordruck der „Caffee-Gross-Rösterei von C. L. Vezin & Co.“; versandt 1902 an C. Stünkel in Sachsenhagen

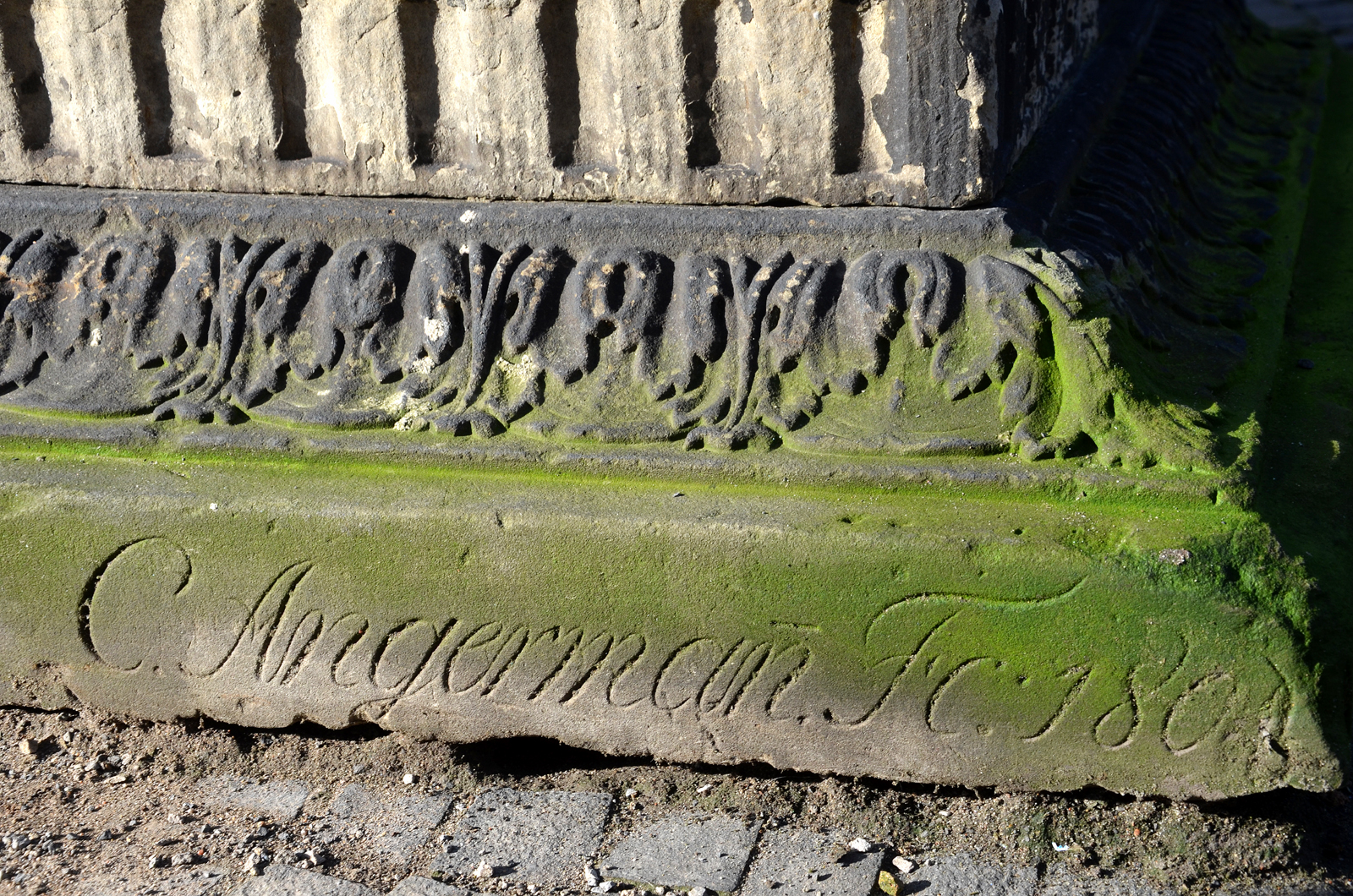
Posthum 1808 datierter Fuß des Grabmals mit der Künstlersignatur des Bildhauers „C. Angermann“

Carl Ludwig Vezin, Namensgeber der noch im 20. Jahrhundert tätigen „Caffee-Gross-Rösterei von C. L. Vezin & Co.“, starb 1805 und wurde auf dem Alten St. Nikolai-Friedhof der Altstadt Hannovers bestattet. Der Fuß seines denkmalgeschützten Grabmals trägt die Künstlersignatur des Bildhauers C. Angermann.